# كريس رومانو
كريس رومانو (بالإنجليزية: Chris Romano)‏ (و. 1978  م) هو منتج تلفزيوني، وكاتب سيناريو، وممثل، وممثل تلفزي أمريكي، ولد في ناشوا، بدأ مشواره المهني سنة 2000.

## وصلات خارجية
- كريس رومانو على موقع IMDb (الإنجليزية)
- كريس رومانو على موقع ألو سيني (الفرنسية)
- كريس رومانو على موقع ألو سيني (الفرنسية)
- كريس رومانو على موقع أول موفي (الإنجليزية)
- كريس رومانو على موقع قاعدة بيانات الفيلم (الإنجليزية)
- كريس رومانو على موقع كينوبويسك (الروسية)